# Lamentin
Lamentin is een gemeente in Guadeloupe op het eiland Basse-Terre, en telt 16.354 inwoners (2019). De oppervlakte bedraagt 65 km². Het ligt ongeveer 11 km ten oosten van Pointe-à-Pitre.

## Overzicht
Lamentin is vernoemd naar de lamantijn die oorspronkelijk veel in het gebied voorkwam en met name in de Grande Rivière à Goyave, maar de lamantijnen zijn uitgestorven in Guadeloupe.
De plaats werd in 1720 gesticht. Het gebied werd gebruikt voor koffie, cacao en suikerplantages. Alleen suikerriet wordt nog geteeld in het gebied. In 1920 werd Lamentin getrokken door een orkaan.
Ravine Chaud is een kuuroord met warmwaterbronnen. De plaats bevindt zich op een hoogte van 110 meter en heeft water van 33°C. The thermen waren in de jaren 1960 gebouwd en zijn in 2016 hernieuwd.

## Galerij

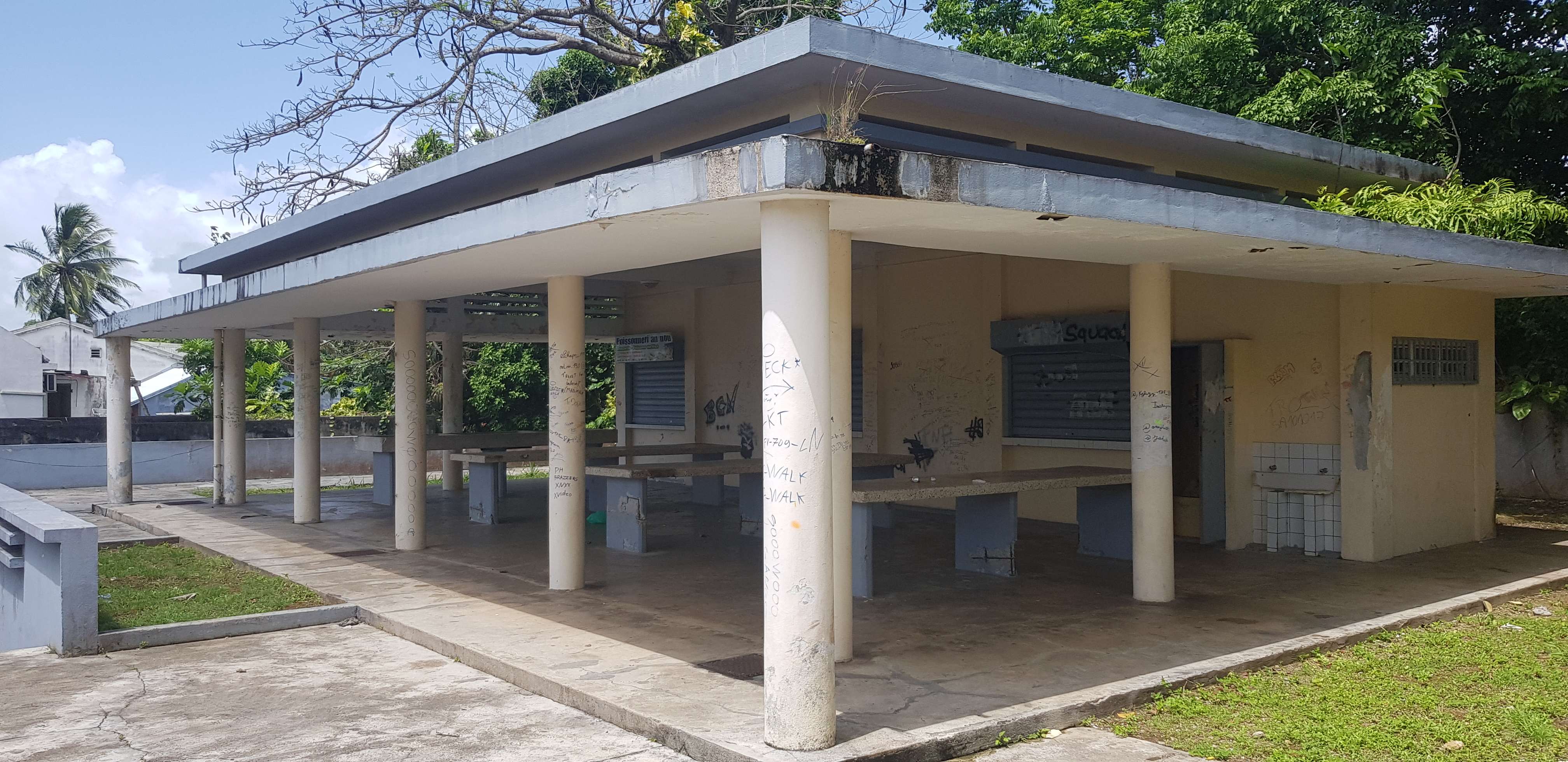
Markt van Lamentin
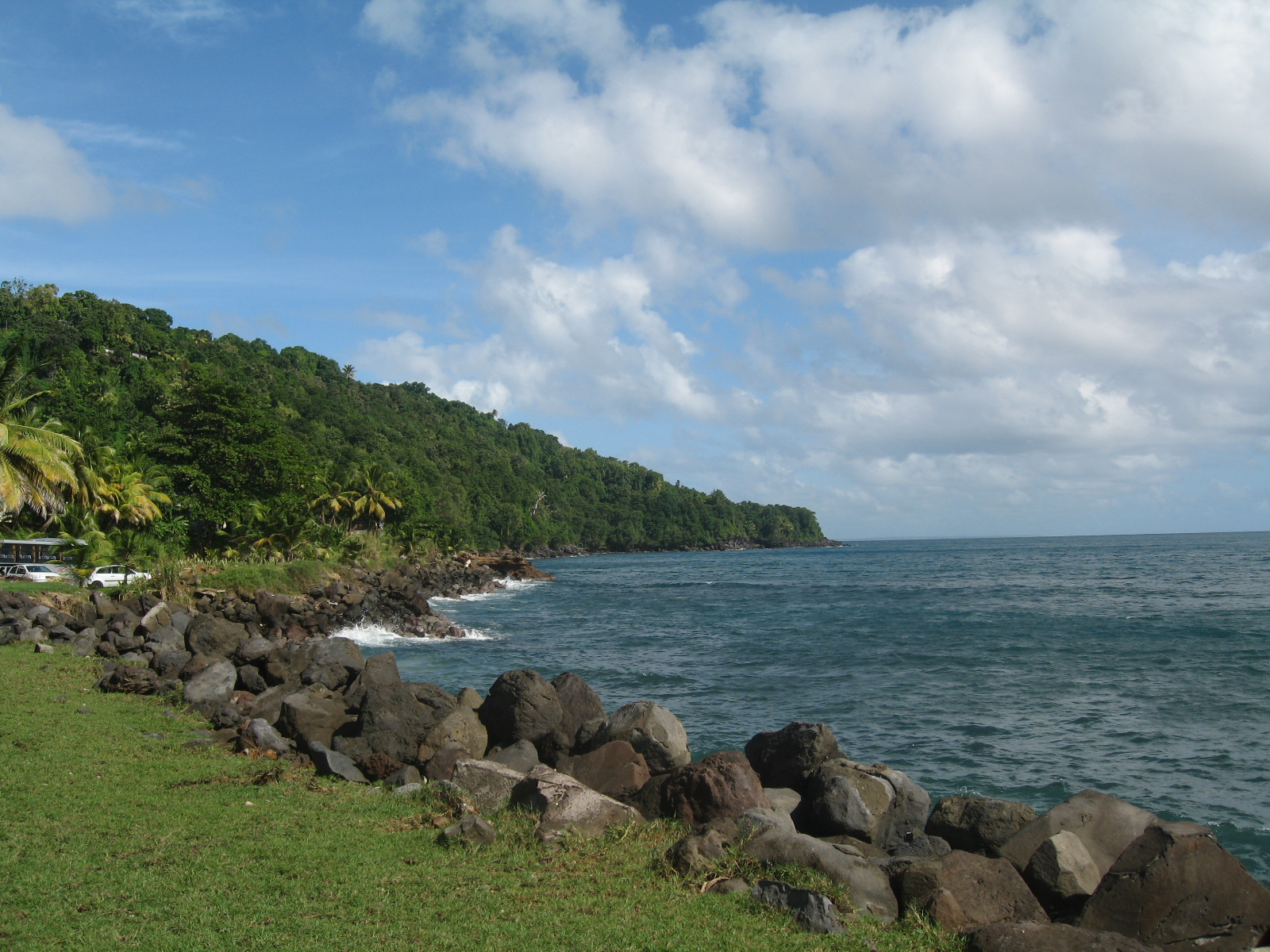
Kust bij Lamentin
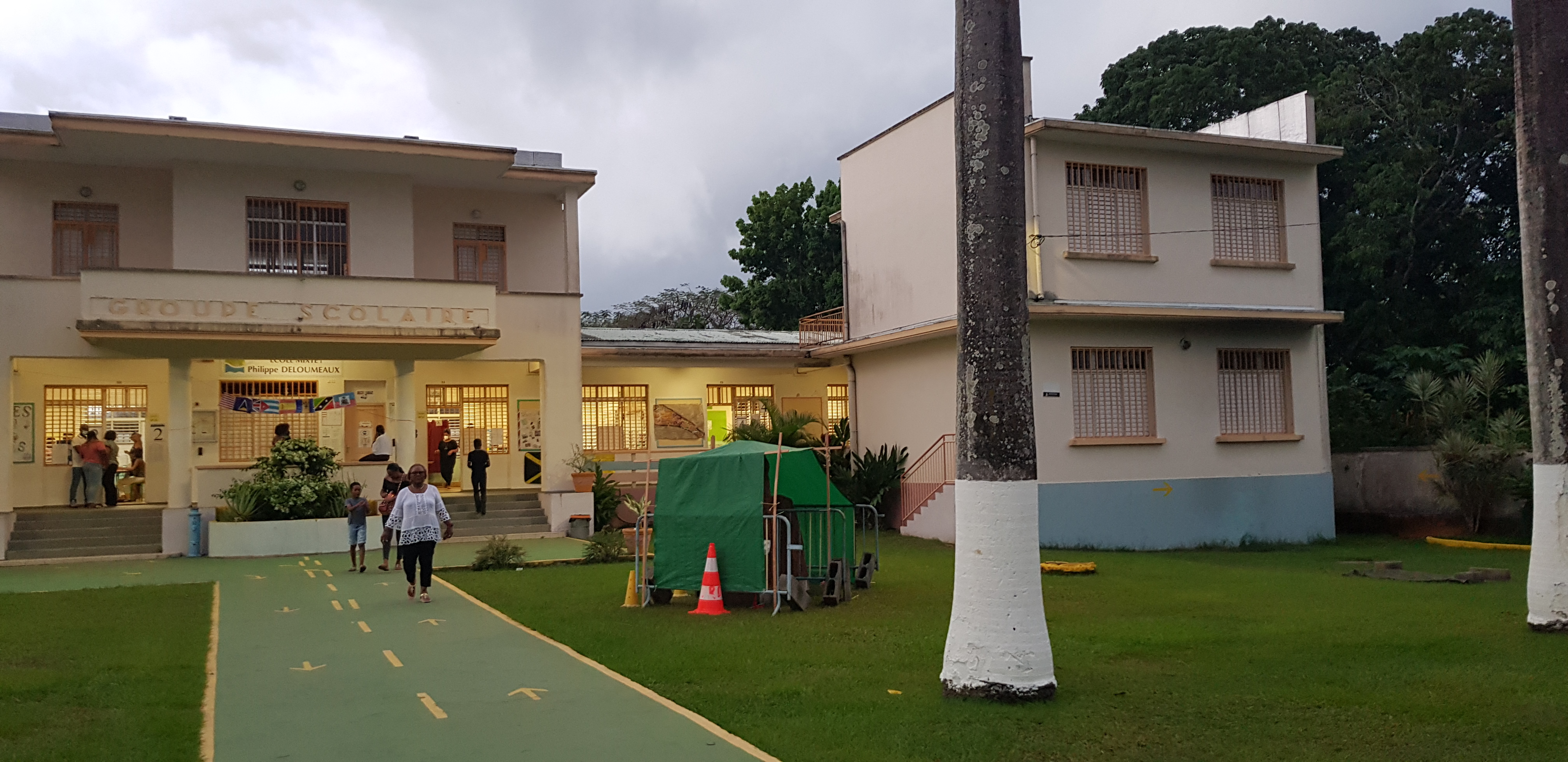
School in Lamentin
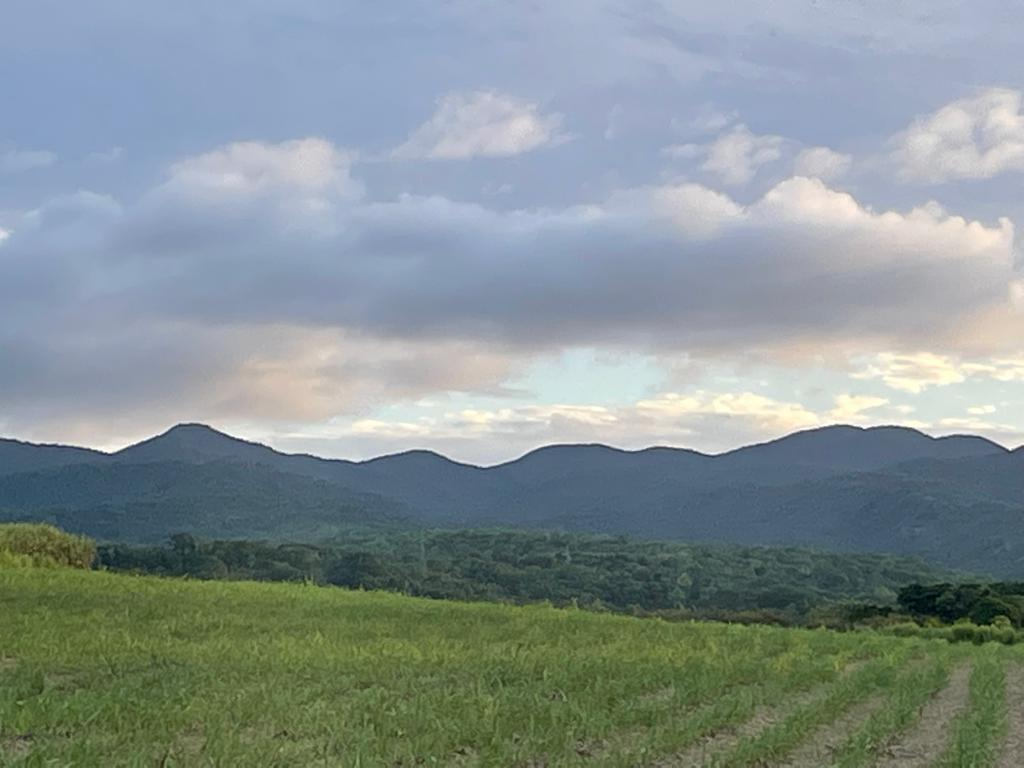
Blik op de berg Morne Jeanneton

- Bibliothèque nationale de France: cb13543107p (data)
- Gemeinsame Normdatei: 16061824-1
- Système universitaire de documentation: 05074299X
- Virtual International Authority File: 154336794

Les Abymes · Anse-Bertrand · Baie-Mahault · Baillif · Basse-Terre · Bouillante · Capesterre-Belle-Eau · Capesterre-de-Marie-Galante · Deshaies · La Désirade · Le Gosier · Gourbeyre · Goyave · Grand-Bourg · Lamentin · Morne-à-l'Eau · Le Moule · Petit-Bourg · Petit-Canal · Pointe-à-Pitre · Pointe-Noire · Port-Louis · Saint-Claude · Sainte-Anne · Sainte-Rose · Saint-François · Saint-Louis · Terre-de-Bas · Terre-de-Haut · Trois-Rivières · Vieux-Fort · Vieux-Habitants